# Jayang (métro de Séoul)
Jayang est une station sur la ligne 7 du métro de Séoul, dans l'arrondissement de Gwangjin-gu.